# Юхан Лійв
Юхан Лійв (ест. Juhan Liiv), при народженні Йоханнес Лійв (ест. Johannes Liiv) (30 квітня 1864 — 1 грудня 1913) — естонський поет, прозаїк, попередник естонського реалізму.

## Біографія

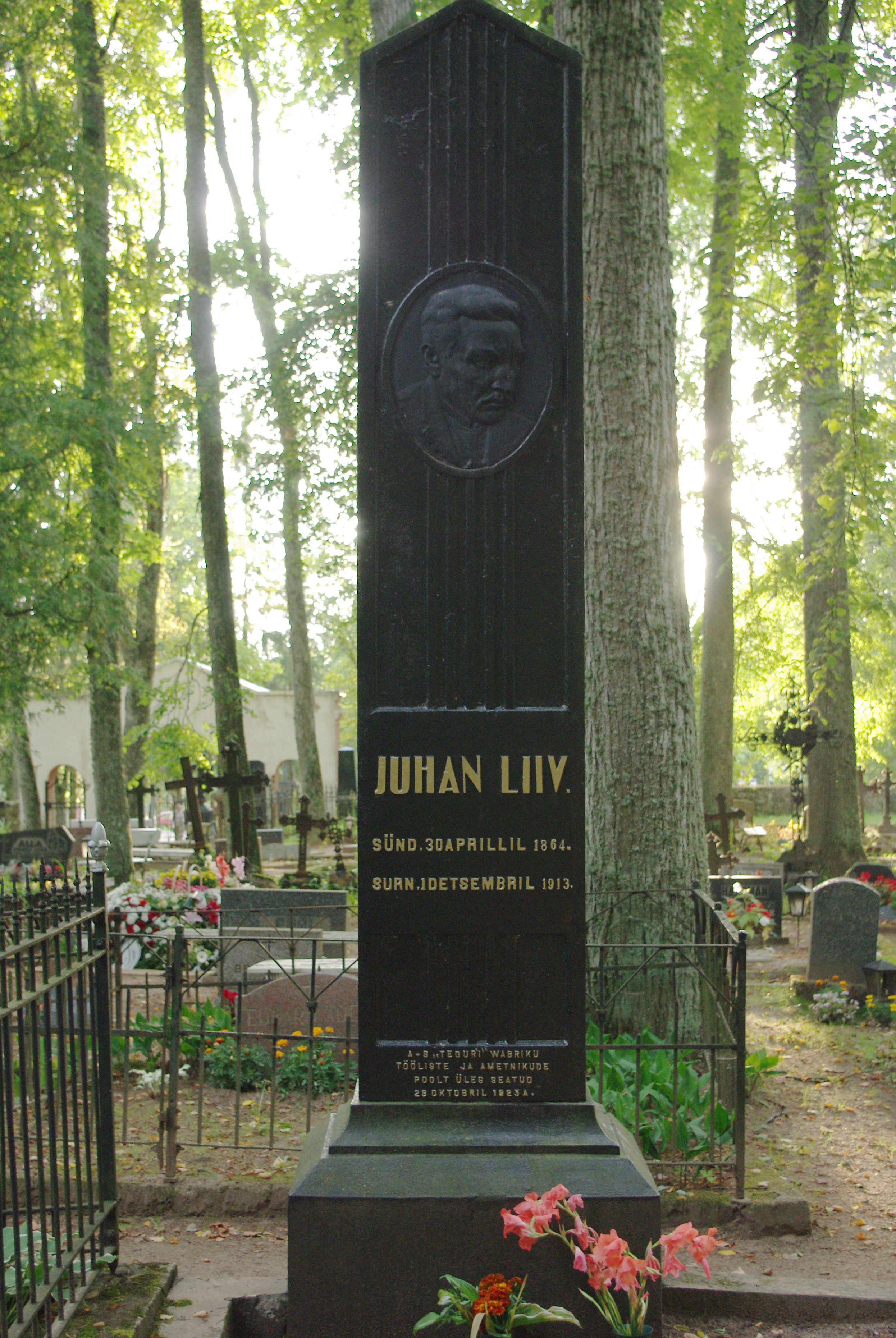
Могила Юхана Лійва на цвинтар Алатскиви

Лійв народився у багатодітній селянській сім'ї, тому не зміг отримати серйозної освіти і був самоучкою. Навчався в школі села Кодавере.

## Творчість
Творчість Юхана Лійва можна Навчався в школі: до 1893-го року і після, коли Лійва наздогнала душевна хвороба.

### Поезія
Юхан Лійв увійшов в поезію у 80-х роках 19-го століття. Його вірші відзначалися щирістю, безпосередністю, емоційністю. У результаті хвороби, в поезії Юхана з'явилося трагічне світобачення, різкі контрасти і дисонанси. Це спонукало Фридеберта Тугласа сказати, що Лійв не склав, а вистраждав свої вірші. Сам Лійв уподобляв свою поезію птаху з хворим крилом. Основні теми його поезії: самотність та гірка доля батьківщини, аналогічна гіркій участі самого поета. У його віршах майже постійно панує осінь, бляклі туманні барви, тіні, сумний настрій. Перший збірник Лійва — «Стихи» (эст. «Luuletused»), котрий налічував всього 45 віршів, з'явився тільки в 1909 році, завдяки національній естонській організації «Ноор-Ээсти» (эст. Noor-Eesti, «Молода Естонія»). Його четверте видання у 1926 році складалося з 297 творів.

### Проза
У 1888 році Лійв почав писати прозу. Спочатку це були замальовки, картинки міського і сільського побуту. Найбільш значущим його твором у прозі є повість «Завіса» (ест. «Vari», 1894), котра вийшла з підзаголовком «повість з недавнього минулого». Повість поєднує реалістичне зображення сільського побуту 1830-50-х років та, водночас, захищає селян, здатних розуміти природу, філософію, поезію і, у той самий час, бути залежними від поміщиків. Герой повісті Віллу божеволіє після несправедливої кари, але фінал повісті романтично змальований: поміщик кається і стає іншою людиною. У повісті сильний романтичний і просвітницький початок, також символічна її назва «Завіса». Завіса душевної хвороби запаморочує розум Віллу, а завіса несправедливості заважає селянам жити повним життям. Ця повість Лійва довгий час була однією з найпопулярніших в естонській літературі. Схожою на «Завісу» є друга повість «Зозуля з Кякимяе» (1893 р.). Сільській тематиці присвячений і останній твір митця великого обсягу «Донька колдуна» (1895). Вийшло ще два збірника прози Лійва: «З глибини життя» (1909 р.) і «Про себе та про інших» (1921 р.). Проте в естонській літературі Лійв залишився передусім відомий як ліричний поет.

## Цікаві факти
- В центрі міста Тарту є маленька вулиця імені Юхана Лійва. На ній розташований непримітний камінь з барельєфним профілем письменника.